# Haus Schwanen (Oberwinter)

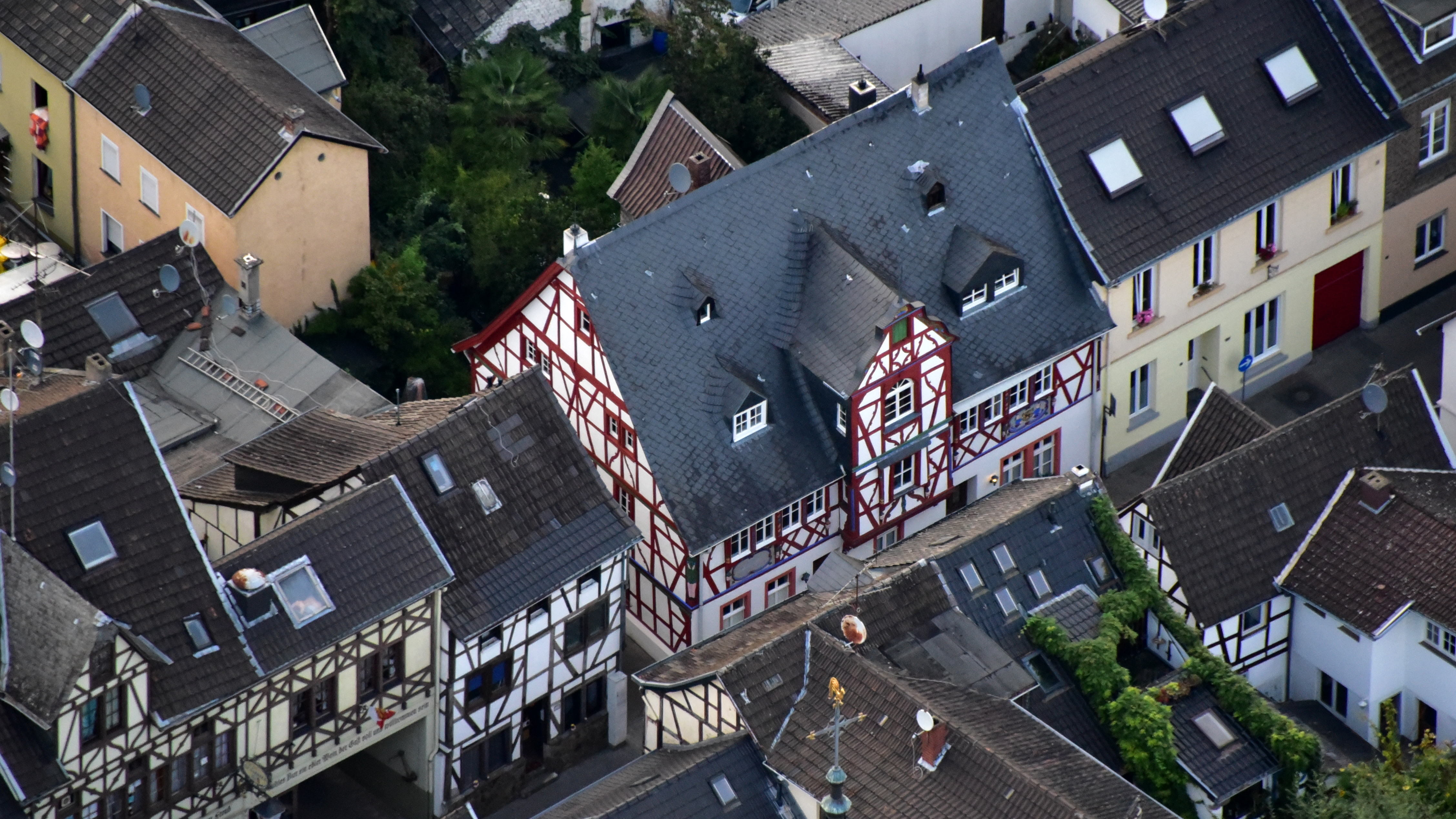
Haus Schwanen, Luftaufnahme (2018)

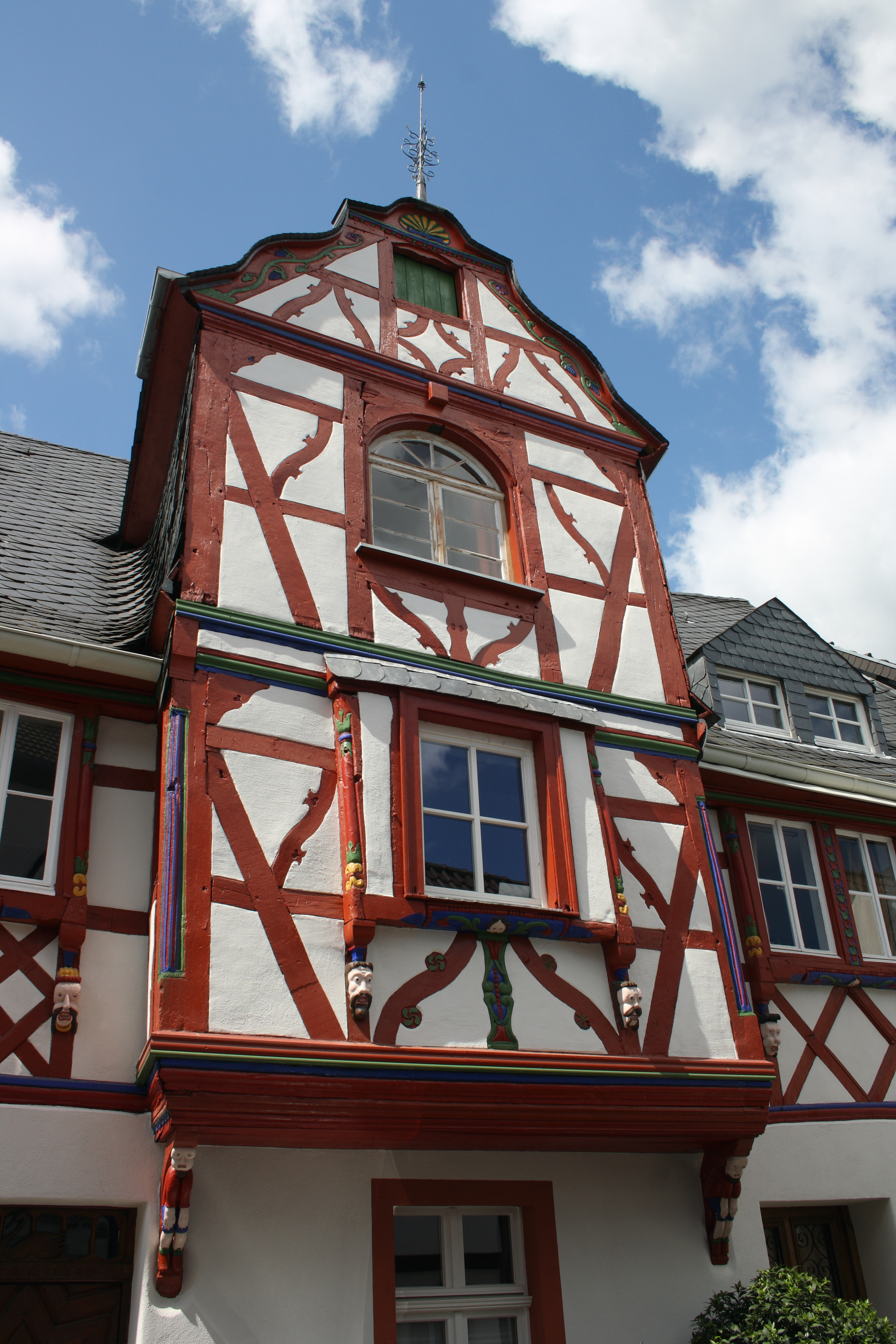
Haus Schwanen in Oberwinter

Das Haus Schwanen in Oberwinter, einem Stadtteil von Remagen im Landkreis Ahrweiler in Rheinland-Pfalz, ist ein Fachwerkhaus aus der zweiten Hälfte des 17. Jahrhunderts. Das Haus an der Hauptstraße 105/107, Ecke Kräuselgässchen, ist ein geschütztes Baudenkmal.

## Geschichte
Der Handelsmann und Schultheiß Peter Kremer und seine Frau Catharina, geb. Ensfelts, haben den prächtigen Fachwerkbau 1671 errichten lassen. Während der Franzosenzeit war der damalige „Maire“ (Bürgermeister), ein Herr Loosen, der Besitzer. Lange Zeit befand sich in dem Haus der „Gasthof Schwanen“, in dem sogar im Jahr 1806 Napoleon übernachtet haben soll. Das Fachwerkhaus wurde in den vergangenen Jahren umfassend renoviert.

## Beschreibung
Das dreistöckige Zwerchhaus zur Straßenseite, auf dem Erdgeschoss vorkragend, ist besonders auffällig. Es besitzt an seinen Eckständern und an den Fenstererkern Schnitzereien. Zwischen geschnitzten Köpfen unterhalb der linken Fenstergruppe steht die Inschrift: „DIEZ HAUS STEHET IN GOTTES HAND, GOTT BEHUTE ES FUR FEWR UND BRAND, PETER KREMER, CATHARINIA ENSFELTS, GENANT KREMERZ, EHELEUT, ANNO 1671“.
Das Haus besteht aus einem teils massiven Erdgeschoss, einem Fachwerkstock und zwei Dachstöcken. Die Balken sind reich geschnitzt mit Schuppenwerk und gedrehten Säulen. An den Konsolen sind Köpfe und Scherzmasken und am linken Eckständer des Hauses eine menschliche Gestalt.

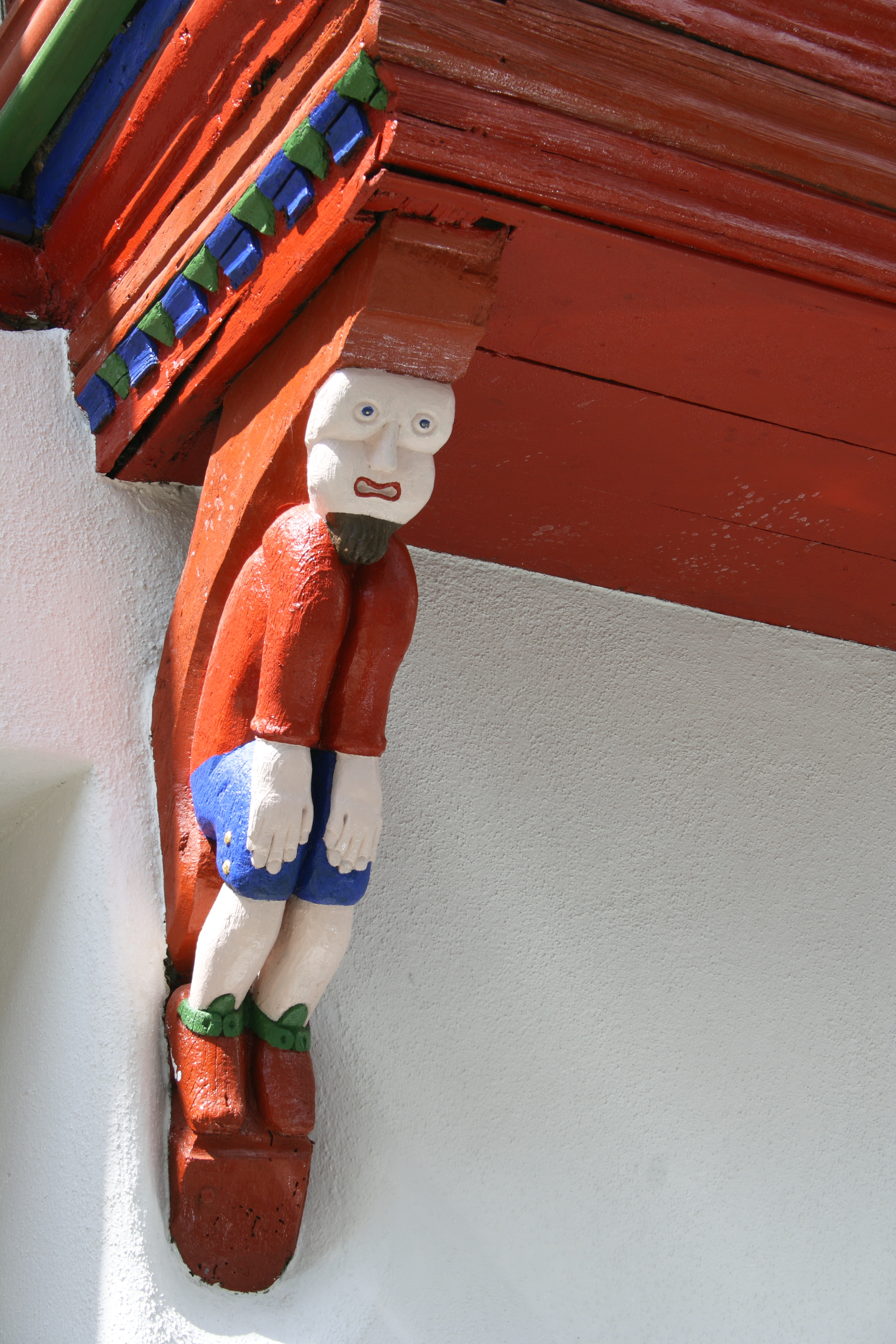
Konsole des Zwerchhauses
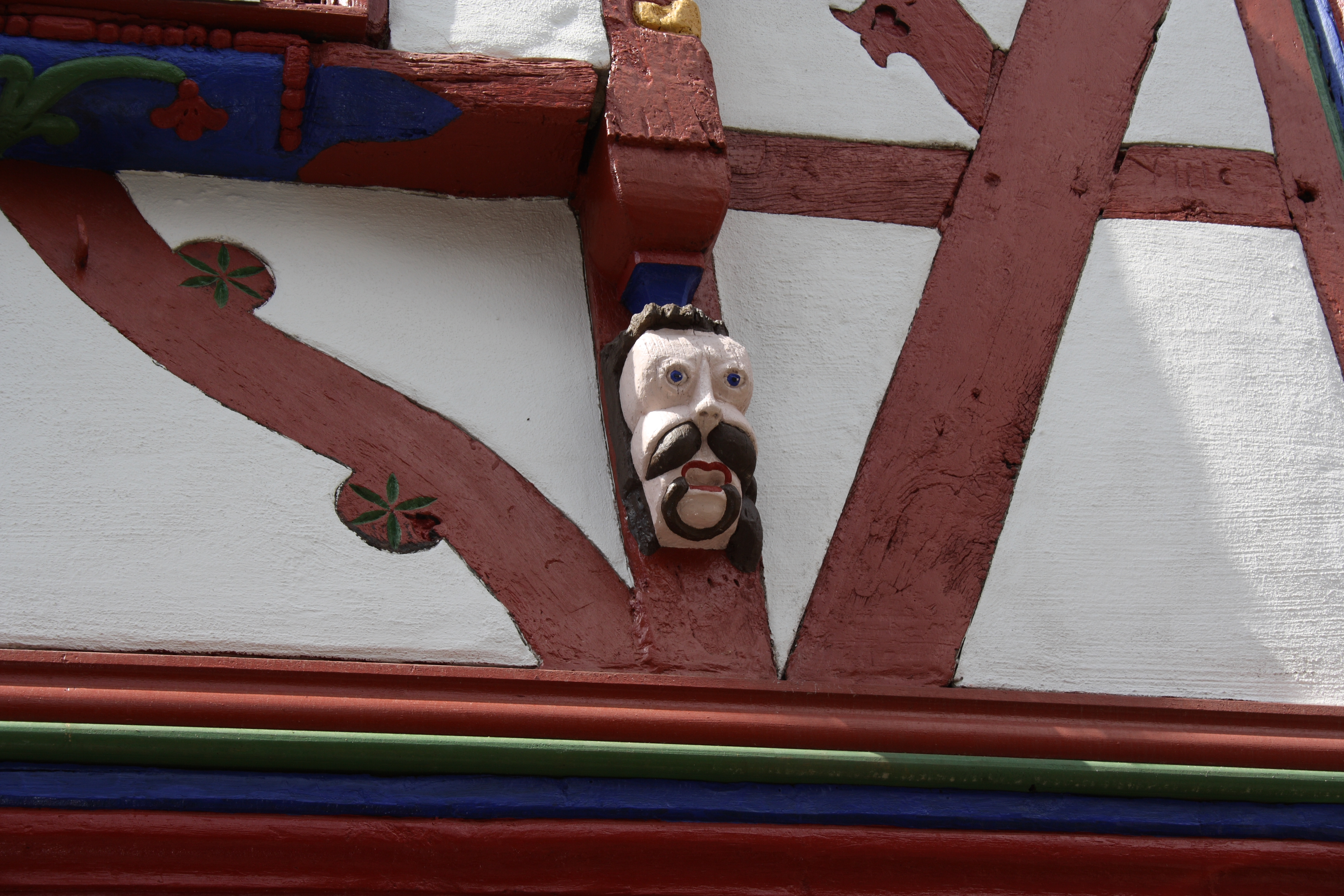
Geschnitzter Kopf
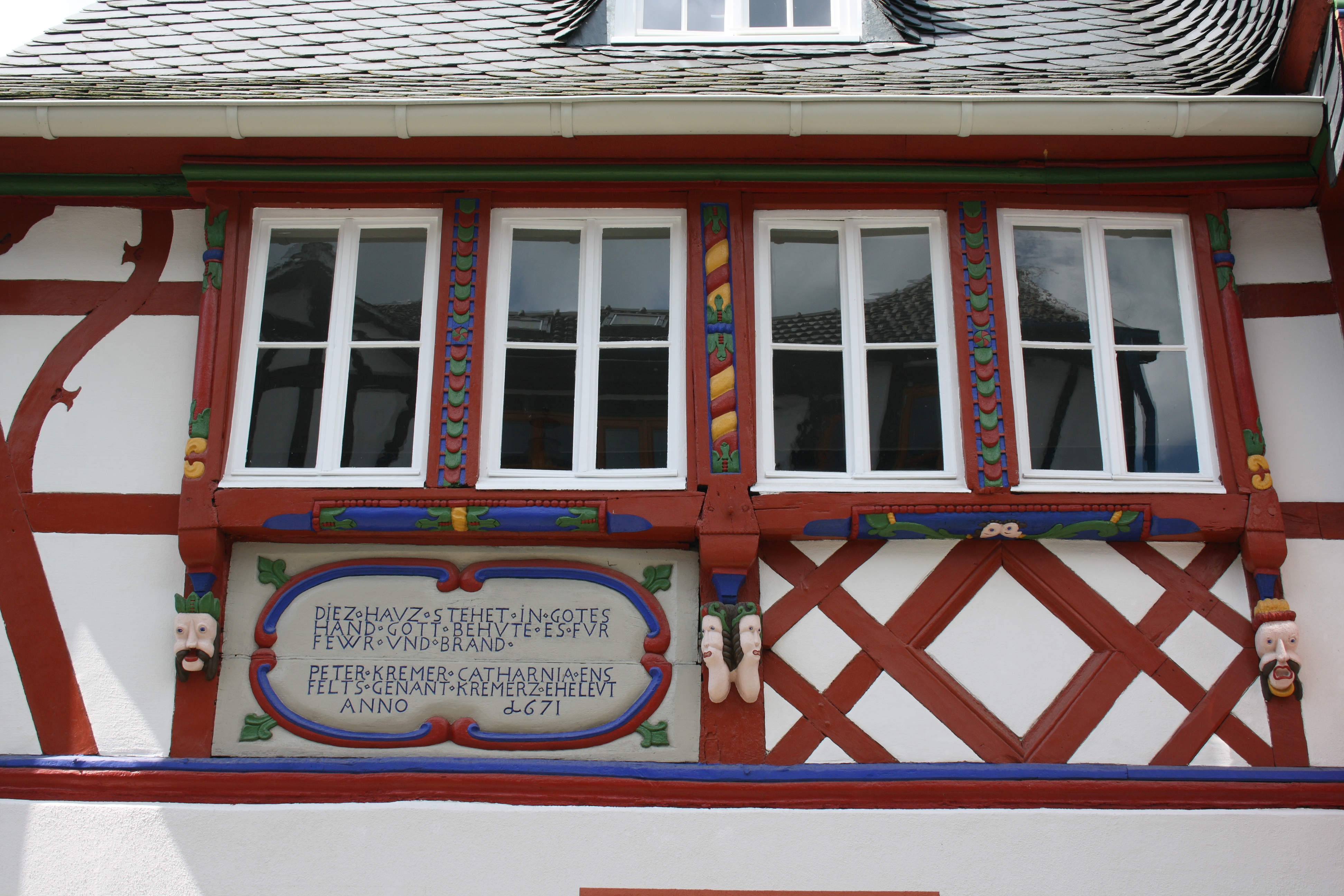
Inschrift